# بيدرو فيرنانديز ريبيرو
بيدرو فيرنانديز ريبيرو (بالبرتغالية: Pedro Fernandes Ribeiro‏) هو سياسي برازيلي، ولد في 2 مارس 1949 بساو لويز في البرازيل. حزبياً، نشط في Democratic Social Party ‏. انتخب عضو مجلس النواب البرازيلي ‏ عن دائرة Maranhão ‏ وقد انضم خلال فترته النيابية ‏  للكتلة البرلمانية حزب العُمال البرازيلي ‏.